# Ancora sveglio
Ancora sveglio è un singolo del gruppo musicale italiano Psicologi, pubblicato il 7 ottobre 2019.

## Video musicale
Il video è stato pubblicato l'8 ottobre 2019 sul canale YouTube della 01'.

## Tracce
1. Ancora sveglio – 2:27